# Daewoo K5
Daewoo K5 — южнокорейский самозарядный пистолет. 

## История
В марте 1984 года командование вооружённых сил приняло решение о разработке нового армейского пистолета для замены пистолетов "кольт" М1911. Новое оружие должно было использовать стандартные для блока НАТО пистолетные патроны 9х19 мм. Разработка нового пистолета велась Daewoo Precision Industries с июня 1984 года до мая 1988 года, в 1989 году началось их производство.
После завершения испытаний, в 1990 году пистолет был официально принят на вооружение, а в 1991 году - предложен на экспорт под названием Daewoo DP-51.

## Варианты и модификации
- XK5: Экспериментальный прототип
- K5: Стандартная версия
  - DH380: экспортная версия K5 с патронами 9×17 мм
  - DH40: экспортная версия K5 с патронами .40 S&W
  - DH45: экспортная версия K5 с патронами .45 ACP
  - DP51: экспортная версия K5
    - DP51C: Компактная версия DP-51

## Страны-эксплуатанты
- Республика Корея - в 1990 году принят на вооружение вооружённых сил под обозначением K5
- Фиджи - в 2012 году 50 шт. 9-мм пистолетов DP-51 было закуплено и доставлено через Хорватию для армейских подразделений[3]